# デュラララ!! (アニメ)
『デュラララ!!』は、成田良悟による同名のライトノベルを原作とした日本のアニメ作品。2009年7月にアニメ化が発表され、2010年1月から6月までMBSほかで放送された。
2014年3月にテレビアニメ新シリーズの制作が発表された。2015年1月より3月まで『デュラララ!!×2 承』（デュラララ!! かけるに しょう）が、2015年7月より9月まで『デュラララ!!×2 転』（デュラララ!! かけるに てん）が、2016年1月より3月まで『デュラララ!!×2 結』（デュラララ!! かけるに けつ）が放送された。放送局はTOKYO MX、MBS、CBC、群馬テレビ、とちぎテレビ、BS11。アニメーション制作は第1期を手がけたブレインズ・ベース第三制作部がそのまま分離・独立して設立した「朱夏」が担当した。

## 登場人物
- セルティ・ストゥルルソン - 声：沢城みゆき[4]
- 竜ヶ峰帝人（りゅうがみね みかど） - 声：豊永利行[5]
- 園原杏里（そのはら あんり） - 声：花澤香菜[5]
- 紀田正臣（きだ まさおみ） - 声：宮野真守[5]
- 岸谷新羅（きしたに しんら） - 声：福山潤[4]
- 折原臨也（おりはら いざや） - 声：神谷浩史[4]
- 平和島静雄（へいわじま しずお） - 声：小野大輔[4]

### オリジナルキャラクター
- 神近莉緒（かみちか りお） - 声：戸松遥[6]
ある日、郵便ポストに投函された父の浮気の証拠写真を見てしまい、父への不信感を強くする。それに耐えかねて隠していた写真を再度ポストに投函するも、家族の間に何ら変化がなかったことや、「奈倉」と名乗る人物に共感し、2人でいなくなることを決めて池袋にやってきた。アニメオリジナルキャラクターだったが、後に原作にも登場した。

## スタッフ
|                               | 第1期                                                              | 第2期                                                              |
| ----------------------------- | ------------------------------------------------------------------ | ------------------------------------------------------------------ |
| 原作                          | 成田良悟「デュラララ!!」 （電撃文庫/アスキー・メディアワークス刊） | 成田良悟「デュラララ!!」 （電撃文庫/アスキー・メディアワークス刊） |
| 原作イラスト                  | ヤスダスズヒト                                                     | ヤスダスズヒト                                                     |
| 監督・音響演出                | 大森貴弘                                                           | 大森貴弘                                                           |
| 監督補                        | 川面真也                                                           | 大城美幸                                                           |
| シリーズ構成                  | 高木登                                                             | 高木登                                                             |
| キャラクターデザイン          | 岸田隆宏                                                           | 岸田隆宏                                                           |
| アクション作画監督            | 山田起生                                                           | 山田起生                                                           |
| メカデザイン                  | 山田起生                                                           | 山田起生                                                           |
| メカデザイン                  | N/A                                                                | 常木志伸                                                           |
| プロップデザイン              | N/A                                                                | 山﨑絵里                                                           |
| 総作画監督                    | 髙田晃                                                             | 髙田晃                                                             |
| 美術                          | 伊藤聖                                                             | 伊藤聖                                                             |
| 美術設定                      | N/A                                                                | 藤瀬智康                                                           |
| 色彩設計                      | 宮脇裕美                                                           | 宮脇裕美                                                           |
| CGプロデューサー              | 神林憲和                                                           | 神林憲和                                                           |
| 編集                          | 関一彦                                                             | 関一彦                                                             |
| 撮影                          | 田村仁                                                             | 田村仁                                                             |
| 撮影                          | N/A                                                                | 川田哲矢（途中から）                                               |
| 音楽                          | 吉森信                                                             | 吉森信                                                             |
| プロデューサー                | 横山朱子、和田敦、小岐須泰世 金庭こず恵、丸山博雄                  | 横山朱子、和田敦、小岐須泰世 金庭こず恵、丸山博雄                  |
| アニメーション プロデューサー | 佐藤由美                                                           | 佐藤由美                                                           |
| 制作                          | ブレインズ・ベース                                                 | 朱夏                                                               |
| 製作                          | 池袋ダラーズ、毎日放送                                             | 池袋ダラーズ                                                       |

## 制作
セルティ役の沢城みゆきは大森から「細かい心理描写は2クール目でやるので、1クール目はとにかく"首を見つけたい"ということだけに集中して」との指示を受け、「得体のしれない黒いライダースーツを身にまとった」というイメージが先行するように演じればいいと考え、当初は機械のように演じることも選択肢の一つだったことを明かしている。帝人役の豊永利行は帝人が受け身な性格であることから、自身も受け身になって演じることを意識し、例えば収録中においても他のキャストの台詞を聴いて反応するというスタイルで演じていった。臨也役の神谷浩史は怖い台詞を発するシーンでそのまま怖く演じてしまうと臨也独特の不気味さや得体のしれない部分を表現していくことに際してつまらないものになってしまうことから、そのような部分をあえて外してから重要な点だけ絵に沿った形で演じるように心がけたと述べている。

## 主題歌
オープニングテーマの間奏部分では前回のダイジェスト場面が挿入される（第2話以降、第1期第25話を除く）。

### 第1期
「裏切りの夕焼け」
第1話から第12.5話までのオープニングテーマ。作詞・作曲は佐藤泰司、編曲・歌はTHEATRE BROOK。
「コンプリケイション」
第13話から第25話までのオープニングテーマ。作詞はSHiNNOSUKE、作曲・編曲・歌はROOKiEZ is PUNK'D。
「Trust Me」
第1話から第12.5話までのエンディングテーマ。作詞は荘野ジュリ、作曲・編曲はJin Nakamura、歌は松下優也。
「Butterfly」
第13話から第23話および第25話までのエンディングテーマ。作詞・作曲・編曲は伊橋成哉、歌はON/OFF。

### 第2期
「HEADHUNT」
『承』第1話から第12話のオープニングテーマ。作詞はオカモトショウといしわたり淳治、作曲はオカモトコウキ、編曲はOKAMOTO'Sと大久保友裕、歌はOKAMOTO'S。
「Day you laugh」
『転』第13話から第24話のオープニングテーマ。作詞・作曲はT.Toyonaga、編曲は家原正樹、歌は豊永利行。
「Steppin' out」
『結』第25話から第36話および『転』第19.5話のオープニングテーマ。作詞はKohshi Asakawa、作曲はTakeshi Asakawa、編曲はtokuとFLOW、歌はFLOW。
「NEVER SAY NEVER」
『承』第1話から第11話のエンディングテーマ。作詞はGlielmo Ko-ichi、作曲はGlielmo Ko-ichiとu-ya、編曲・歌はTHREE LIGHTS DOWN KINGS。
「リフレクション」
『承』第4.5話のエンディングテーマ。作詞・作曲はT.Toyonaga、編曲は家原正樹、歌は豊永利行。
「EXIT」
『転』第13話から第23話のエンディングテーマ。作詞は渡邊亜希子、作曲は高井淳、編曲は斎藤真也、歌はREVALCY。
「91cm」
『転』第13.5話のエンディングテーマ。作詞・作曲はT.Toyonaga、編曲は家原正樹、歌は豊永利行。
「C“LR”OWN」
『転』第19.5話のエンディングテーマ。作詞・作曲はT.Toyonaga、編曲は家原正樹、歌は豊永利行。
「ジョーカーに宜しく」
『結』第25話から第35話のエンディングテーマ。作詞・作曲は堀江晶太、編曲は堀江晶太とPENGUIN RESEARCH、歌はPENGUIN RESEARCH。

## 評価
本作には数多くのキャラクターが登場し、複数の人気声優が起用されたことにより、多くの女性ファンの獲得に成功した。
2019年発売のフォーブスには2010年代のベストアニメに関する特集が組まれており、ジャーナリストのLauren Orsiniは2010年に放送されたアニメの中で5本の指に本作が含まれると評価している。
第1期第1巻のDVD限定版の初週売上は16,161枚を記録しており、DVD週間ランキングでは6位を記録している。第2期（承）第1巻のBlu-ray Disc限定版の初週売上は3,228枚を記録しており、Blu-ray週間アニメランキングでは12位を記録している。
原作小説、アニメともに中国では高い人気を誇っており、2010年に放送された第1期はあまりの人気ぶりから一大ジャンルを形成ほどの反響となり、中国のオタク界隈に大きな影響を与えるまでとなった。しかし、第2期「デュラララ!!×2 承」は前述の人気により2015年冬アニメの期待作とされていたが、蓋を開けてみれば配信サイトのアクセス数があまり伸びず、苦戦を強いられる結果となった。
アメリカのアニメ評価サイト「Anime Trending」が主催した「第2回 Anime Trending Awards」ではCOUPLE SHIP OF THE YEAR部門で「岸谷新羅×セルティ・ストゥルルソン」が10位、BEST IN SCENERIES AND VISUALS部門とMYSTERY OR PSYCHOLOGICAL ANIME OF THE YEAR部門で4位、SEQUEL OR NEW SEASON ANIME OF THE YEAR部門で5位、SUPERNATURAL ANIME OF THE YEAR部門で6位をそれぞれ獲得している。
「2010アニメキャラアワード」では「賢かったで賞」で折原臨也が2位、「強かったで賞」で平和島静雄が1位をそれぞれ獲得している。アニメディア創刊記念号特別企画「もっとみろみろ懐かしアニメ＆人気アニメのベストショット」（2016年）では歴代人気アニメで20位、男性キャラクター部門で折原臨也が7位それぞれ獲得している。同企画「みんなの推しキャラ THE☆BEST」（2011年）では歴代人気アニメで11位、男性キャラクター部門で平和島静雄が14位をそれぞれ獲得している。
「第33回アニメグランプリ」ではグランプリ作品部門で2位、男性キャラクター部門で折原臨也が2位、平和島静雄が4位、女性キャラクター部門でセルティ・ストゥルルソンが4位、園原杏里が17位、アニメソング部門で「裏切りの夕焼け」が11位をそれぞれ獲得している。
「NT読者が選んだ魂の1本2010」では「好きな男性キャラクター部門」で折原臨也が10位を獲得している。「ニュータイプアニメアワード2014-2015では作品賞（TV部門）で4位、男性キャラクター賞で折原臨也が5位、女性キャラクター賞でセルティ・ストゥルルソンが5位、主題歌賞で「Day you laugh」が5位、サウンド（劇伴）賞で10位、監督賞で大森貴弘が8位、脚本賞で高木登が7位、キャラクターデザイン賞で岸田隆宏が5位をそれぞれ獲得している。「ニュータイプアニメアワード2015-2016」では作品賞（TV部門）で9位、男性キャラクター賞で折原臨也が9位、女性キャラクター賞でセルティ・ストゥルルソンが10位、監督賞で大森貴弘が10位、脚本賞で高木登が7位をそれぞれ獲得している。

## 各話リスト
- ナレーターを務める声優は各回ごとに変わり、主にその回でメインとなるキャラクターの声優が担当している。
- 第1期において、DVD第7巻に第12.5話、DVD第13巻に第25話の未放送エピソードを収録。
また第2期においては、『×2 承』第6巻に第4.5話、『×2 転』第6巻に第13.5話、『×2 結』第6巻に第19.5話の未放送エピソードを収録。
- サブタイトルについて、第1期は四字熟語、第2期以降はことわざ形式となっている。

| 話数  | サブタイトル             | 脚本         | 絵コンテ          | 演出                         | 作画監督                                                 | ボイスオーバー                                              |
| 第1期 | 第1期                    | 第1期        | 第1期             | 第1期                        | 第1期                                                    | 第1期                                                       |
| ----- | ------------------------ | ------------ | ----------------- | ---------------------------- | -------------------------------------------------------- | ----------------------------------------------------------- |
| #1    | 開口一番                 | 高木登       | 大森貴弘          | 川面真也                     | 髙田晃                                                   | 竜ヶ峰帝人（豊永利行）                                      |
| #2    | 一虚一実                 | 高木登       | 寺東克己          | 馬場誠                       | 青野厚司                                                 | セルティ・ストゥルルソン（沢城みゆき）                      |
| #3    | 跳梁跋扈                 | 根元歳三     | 梅本唯            | 梅本唯                       | 久木晃嗣                                                 | サイモン・ブレジネフ（黒田崇矢）                            |
| #4    | 形影相弔                 | 高木登       | 大畑清隆          | 近藤一英                     | 中野圭哉                                                 | 岸谷新羅（福山潤）                                          |
| #5    | 羊頭狗肉                 | 村井さだゆき | 川面真也          | 川面真也                     | 奥野治男                                                 | 紀田正臣（宮野真守）                                        |
| #6    | 東奔西走                 | 太田愛       | 松尾衡            | 古谷田順久                   | 田中織枝                                                 | 門田京平（中村悠一）                                        |
| #7    | 国士無双                 | 根元歳三     | 大畑清隆          | 八瀬祐樹                     | 倉狩真吾                                                 | 平和島静雄（小野大輔）                                      |
| #8    | 南柯之夢                 | 吉永亜矢     | 今掛勇            | 市村徹夫                     | 中村深雪                                                 | セルティ・ストゥルルソン（沢城みゆき）                      |
| #9    | 依依恋恋                 | 吉永亜矢     | 寺東克己          | 山本天志                     | ふくだのりゆき                                           | 矢霧波江（小林沙苗）                                        |
| #10   | 空前絶後                 | 太田愛       | 梅本唯            | 梅本唯                       | 久木晃嗣、伊藤秀樹                                       | 竜ヶ峰帝人（豊永利行）                                      |
| #11   | 疾風怒濤                 | 根元歳三     | 大畑清隆          | 古谷田順久                   | 奥野治男                                                 | 竜ヶ峰帝人（豊永利行）                                      |
| #12   | 有無相生                 | 高木登       | 川面真也          | 川面真也                     | 青野厚司                                                 | セルティ・ストゥルルソン（沢城みゆき）                      |
| #12.5 | 天網恢恢                 | 村井さだゆき | 福島宏之          | 梅本唯                       | たむらかずひこ、中野圭哉 久木晃嗣、阿部航                | 遊馬崎ウォーカー（梶裕貴）                                  |
| #13   | 急転直下                 | 根元歳三     | 寺東克己          | 八瀬祐樹                     | 薮野浩二、番由紀子                                       | 園原杏里（花澤香菜）                                        |
| #14   | 物情騒然                 | 太田愛       | 大畑清隆          | 山﨑みつえ                   | 中野圭哉、田村一彦                                       | セルティ・ストゥルルソン（沢城みゆき）                      |
| #15   | 愚者一得                 | 村井さだゆき | 梅本唯            | 梅本唯                       | 久木晃嗣、伊藤秀樹                                       | 贄川周二（小山力也）                                        |
| #16   | 相思相愛                 | 吉永亜矢     | 寺東克己 上坪亮樹 | 古谷田順久                   | 田中織枝                                                 | セルティ・ストゥルルソン（沢城みゆき） 岸谷新羅（福山潤）   |
| #17   | 有為転変                 | 根元歳三     | 名村英敏          | 川面真也                     | 青野厚司                                                 | 折原臨也（神谷浩史）                                        |
| #18   | 死生有命                 | 高木登       | 今掛勇            | 松田清                       | 小倉典子                                                 | 紀田正臣（宮野真守）                                        |
| #19   | 蒼天已死                 | 太田愛       | 寺東克己          | 八瀬祐樹                     | 奥野治男、薮野浩二                                       | 葛原金之助（藤原啓治）                                      |
| #20   | 黄天當立                 | 村井さだゆき | 大畑清隆          | 篠幸裕                       | 飯田宏儀                                                 | 狩沢絵理華（高垣彩陽） 遊馬崎ウォーカー（梶裕貴）           |
| #21   | 五里霧中                 | 根元歳三     | 梅本唯            | 梅本唯                       | 久木晃嗣、伊藤秀樹                                       | 竜ヶ峰帝人（豊永利行）                                      |
| #22   | 解散宣言                 | 吉永亜矢     | 川面真也          | 川面真也                     | 岸友洋、田中織枝                                         | 園原杏里（花澤香菜）                                        |
| #23   | 千錯万綜                 | 高木登       | 寺東克己          | 八瀬祐樹                     | 青野厚司                                                 | 紀田正臣（宮野真守）                                        |
| #24   | 則天去私                 | 高木登       | 寺東克己          | 古谷田順久                   | 奥野治男                                                 | 竜ヶ峰帝人（豊永利行）                                      |
| #25   | 天下泰平                 | 根元歳三     | 大畑清隆          | 川面真也                     | 山田起生                                                 | なし                                                        |
| 第2期 |                          |              |                   |                              |                                                          |                                                             |
| 承    |                          |              |                   |                              |                                                          |                                                             |
| #1    | 百聞は一見に如かず       | 高木登       | 大森貴弘          | 大森貴弘                     | 冨永拓生、川添政和 鴨居知世                              | 竜ヶ峰帝人（豊永利行）                                      |
| #2    | 和を以て尊しと為す       | 高木登       | 菅沼栄治          | 菅沼栄治                     | 田中織枝                                                 | 岸谷新羅（福山潤）                                          |
| #3    | 泣き面に蜂               | 高木登       | 菅沼栄治          | 菅沼栄治                     | 田中織枝、薮野浩二 川添政和、鴨居知世 岸友洋             | 渡草三郎（寺島拓篤）                                        |
| #4    | 人の踊るときは踊れ       | 高木登       | 寺東克己          | 菅沼栄治 古谷田順久          | 冨永拓生、久高司郎 西川絵奈、川添政和 田中織枝、薮野浩二 | セルティ・ストゥルルソン（沢城みゆき） 折原臨也（神谷浩史） |
| #4.5  | 私の心は鍋模様           | 高木登       | 大城美幸          | 大城美幸                     | 西川絵奈                                                 | なし                                                        |
| #5    | 一寸先は闇               | 根元歳三     | 勇夢              | 米田光宏                     | 北村晋哉                                                 | 矢霧波江（小林沙苗）                                        |
| #6    | 闇夜に烏                 | 吉永亜矢     | 勇夢              | 前園文夫                     | 澤田美香                                                 | セルティ・ストゥルルソン（沢城みゆき）                      |
| #7    | モスクワは涙を信じない   | 村井さだゆき | 今川泰宏          | 米田光宏                     | 南伸一郎、海堂ヒロユキ 門智昭                            | サイモン・ブレジネフ（黒田崇矢）                            |
| #8    | 色男、金と力はなかりけり | 吉永亜矢     | 勇夢              | 関田修                       | 谷津美弥子、鷲田敏弥                                     | 紀田正臣（宮野真守）                                        |
| #9    | 日暮れて道遠し           | 高木登       | 寺東克己          | 近藤奈都子                   | 近藤奈都子                                               | 赤林海月（山口勝平）                                        |
| #10   | この親にしてこの子あり   | 根元歳三     | 寺東克己          | 許平康                       | 西川絵奈、青野厚司                                       | 粟楠茜（久野美咲）                                          |
| #11   | 覆水盆に返らず           | 村井さだゆき | 寺東克己          | 有江勇樹                     | 近藤奈都子、川添政和                                     | ダラーズの構成員達                                          |
| #12   | 艱難汝を玉にす           | 高木登       | 寺東克己          | 古谷田順久                   | 冨永拓生、田中織枝                                       | 竜ヶ峰帝人（豊永利行）                                      |
| 転    |                          |              |                   |                              |                                                          |                                                             |
| #13   | 汝の敵を愛せよ           | 村井さだゆき | 川面真也          | 川面真也                     | 岸友洋                                                   | 神近莉緒（戸松遥）                                          |
| #13.5 | お惚気チャカポコ         | 吉永亜矢     | 寺東克己          | 大城美幸                     | 川添政和                                                 | なし                                                        |
| #14   | 邯鄲の夢                 | 高木登       | 川面真也          | 伊部勇志                     | 川添政和、田中織枝                                       | 矢霧波江（小林沙苗）                                        |
| #15   | 縁は異なもの、味なもの   | 寺東克己     | 川面真也          | 所俊克                       | 谷津美弥子、しまだひであき 高橋敦子                      | ヴァローナ（M・A・O）                                       |
| #16   | 人の噂も七十五日         | 根元歳三     | 川面真也          | 有江勇樹                     | 冨永拓生                                                 |                                                             |
| #17   | 寝ても覚めても           | 吉永亜矢     | 寺東克己          | 高林久弥                     | 小谷杏子                                                 | 園原杏里（花澤香菜）                                        |
| #18   | 花に嵐                   | 吉永亜矢     | 寺東克己          | 犬川犬夫                     | 鴨居知世、冨永拓生 粟井重紀                              | 鯨木かさね（桑島法子）                                      |
| #19   | 猫を殺せば七代祟る       | 根元歳三     | 寺東克己 沖田宮奈 | 河野亜矢子                   | 西川絵奈、川添政和 河島久美子                            |                                                             |
| #19.5 | デュフフフ!!             | 村井さだゆき | 宮地☆昌幸         | 大城美幸 大森貴弘            | 田中織枝、徳田夢之介 近藤奈都子、高田晃                  | マックス・サンドシェルト（小野坂昌也）                      |
| #20   | 口に蜜、心に針           | 高木登       | 小林寛            | 近藤奈都子                   | 近藤奈都子                                               |                                                             |
| #21   | 口八丁手八丁             | 高木登       | 小林寛            | 鈴木拓磨                     | Lee DukHo Kim JeongEun Cha SangHoon                      |                                                             |
| #22   | 愚か者に福あり           | 村井さだゆき | 後藤圭二          | 三上喜子                     | 鴨居知世、小林利充 BSP                                   | 泉井蘭（伊丸岡篤）                                          |
| #23   | 同じ穴の狢               | 寺東克己     | 寺東克己          | 千葉大輔                     | 山内則康、鎌田均                                         | 狩沢絵理華（高垣彩陽）                                      |
| #24   | 蛇の道は蛇               | 高木登       | 寺東克己          | 平向智子                     | 田中織枝、山崎絵里 近藤奈都子、鴨居知世 高田晃           | 四木春也（大塚芳忠）                                        |
| 結    |                          |              |                   |                              |                                                          |                                                             |
| #25   | 袖すりあうも多生の縁     | 根元歳三     | 菅沼栄治          | 有江勇樹                     | 冨永拓生、鴨居知世                                       | 岸谷新羅（福山潤）                                          |
| #26   | 猫の首に鈴               | 吉永亜矢     | 小島正幸          | 小島正幸                     | 近藤奈都子                                               | 岸谷森厳（大塚明夫）                                        |
| #27   | 同舟相救う               | 村井さだゆき | 松本淳            | 森義博                       | 山内則康、鎌田均 山村俊了、吉崎雅博                      | 折原九瑠璃（金元寿子） 折原舞流（喜多村英梨）               |
| #28   | 血は水よりも濃し         | 寺東克己     | 宮地☆昌幸         | 小林孝志                     | 西川絵奈、石川晋吾                                       | 那須島隆志（うえだゆうじ）                                  |
| #29   | 闇に惑う                 | 根元歳三     | 勇夢              | 古谷田順久                   | 田中織枝、川添政和                                       | ヴァローナ（M・A・O）                                       |
| #30   | 乗りかかった舟           | 吉永亜矢     | 沖田宮奈          | 柳屋圭宏                     | 山村俊了、徳田夢之介 岩倉ヨーコ                          | 六条千景（小野友樹）                                        |
| #31   | 犬猿もただならず         | 村井さだゆき | 松本淳            | 飯村正之                     | YU BONGHYUN                                              | 折原臨也（神谷浩史）                                        |
| #32   | 虎は死して皮を残す       | 高木登       | 寺東克己          | 平向智子                     | 近藤奈都子、田中織枝 川添政和、鷲田敏弥                  | 田中トム（小西克幸）                                        |
| #33   | 薄氷を踏む               | 高木登       | 寺東克己          | 高林久弥                     | 冨永拓生 Yu Bonghyun                                     | 赤林海月（山口勝平）                                        |
| #34   | 以心伝心                 | 高木登       | 勇夢              | 間島崇寛                     | 服部益実、服部憲知                                       | 園原杏里（花澤香菜）                                        |
| #35   | 水の流れと人の行末       | 高木登       | 寺東克己          | 平向智子                     | 西川絵奈、近藤奈都子 Yu Bonghyun Heo Gidong              | 紀田正臣（宮野真守）                                        |
| #36   | 会うは別れの始め         | 高木登       | 大森貴弘 寺東克己 | 古谷田順久 大城美幸 大森貴弘 | 田中織枝、川添政和 近藤奈都子、冨永拓生 鴨居知世         | 竜ヶ峰帝人（豊永利行）                                      |

## 放送局
本放送
| 放送地域       | 放送局         | 放送期間                                                   | 放送日時                                                  | 放送系列  | 備考                                    |
| 第1期          | 第1期          | 第1期                                                      | 第1期                                                     | 第1期     | 第1期                                   |
| -------------- | -------------- | ---------------------------------------------------------- | --------------------------------------------------------- | --------- | --------------------------------------- |
| 近畿広域圏     | 毎日放送       | 2010年1月8日 - 3月26日 2010年4月9日 - 6月25日              | 金曜 1:25 - 1:55（木曜深夜） 金曜 1:20 - 1:50（木曜深夜） | TBS系列   | 製作局                                  |
| 関東広域圏     | TBSテレビ      | 2010年1月9日 - 6月26日                                     | 土曜 1:55 - 2:25（金曜深夜）                              | TBS系列   |                                         |
| 中京広域圏     | 中部日本放送   | 2010年1月14日 - 7月1日                                     | 木曜 2:00 - 2:30（水曜深夜）                              | TBS系列   |                                         |
| 日本全域       | アニマックス   | 2010年4月9日 - 9月24日                                     | 金曜 22:00 - 22:30                                        | CS放送    | 『LEVEL22』枠 リピート放送あり          |
| 日本全域       | TBSチャンネル2 | 2018年4月28日 - 4月29日                                    |                                                           | CS放送    | 初回放送は一挙放送 リピート放送あり     |
| 東京都         | TOKYO MX       | 2010年7月11日 - 9月26日[注 5] 2011年1月2日 - 3月27日[注 6] | 日曜 23:00 - 23:30                                        | 独立UHF局 | 『E!TV』枠 東京都内では実質再放送[注 7] |
| 第2期（×2 承） |                |                                                            |                                                           |           |                                         |
| 東京都         | TOKYO MX       | 2015年1月10日 - 3月28日                                    | 土曜 23:30 - 日曜 0:00                                    | 独立局    |                                         |
| 群馬県         | 群馬テレビ     | 2015年1月10日 - 3月28日                                    | 土曜 23:30 - 日曜 0:00                                    | 独立局    |                                         |
| 栃木県         | とちぎテレビ   | 2015年1月10日 - 3月28日                                    | 土曜 23:30 - 日曜 0:00                                    | 独立局    |                                         |
| 日本全域       | BS11           | 2015年1月10日 - 3月28日                                    | 土曜 23:30 - 日曜 0:00                                    | BS放送    | 『ANIME+』枠                            |
| 近畿広域圏     | 毎日放送       | 2015年1月11日 - 3月29日                                    | 日曜 2:28 - 2:58（土曜深夜）                              | TBS系列   | 『アニメシャワー』第2部                 |
| 中京広域圏     | CBCテレビ      | 2015年1月15日 - 4月2日                                     | 木曜 3:28 - 3:58（水曜深夜）                              | TBS系列   |                                         |
| 日本全域       | アニマックス   | 2015年2月16日 - 5月11日                                    | 月曜 22:00 - 22:30                                        | BS/CS放送 | リピート放送あり                        |
| 第2期（×2 転） |                |                                                            |                                                           |           |                                         |
| 東京都         | TOKYO MX       | 2015年7月4日 - 9月26日                                     | 土曜 23:30 - 日曜 0:00                                    | 独立局    |                                         |
| 群馬県         | 群馬テレビ     | 2015年7月4日 - 9月26日                                     | 土曜 23:30 - 日曜 0:00                                    | 独立局    |                                         |
| 栃木県         | とちぎテレビ   | 2015年7月4日 - 9月26日                                     | 土曜 23:30 - 日曜 0:00                                    | 独立局    |                                         |
| 日本全域       | BS11           | 2015年7月4日 - 9月26日                                     | 土曜 23:30 - 日曜 0:00                                    | BS放送    | 『ANIME+』枠                            |
| 近畿広域圏     | 毎日放送       | 2015年7月5日 - 9月27日                                     | 日曜 2:28 - 2:58（土曜深夜）                              | TBS系列   | 『アニメシャワー』第2部                 |
| 中京広域圏     | CBCテレビ      | 2015年7月9日 - 10月1日                                     | 木曜 3:31 - 4:01（水曜深夜）                              | TBS系列   |                                         |
| 日本全域       | アニマックス   | 2015年10月2日 - 12月18日                                   | 金曜 22:00 - 22:30                                        | BS/CS放送 | リピート放送あり                        |
| 第2期（×2 結） |                |                                                            |                                                           |           |                                         |
| 東京都         | TOKYO MX       | 2016年1月9日 - 3月26日                                     | 土曜 23:30 - 日曜 0:00                                    | 独立局    |                                         |
| 群馬県         | 群馬テレビ     | 2016年1月9日 - 3月26日                                     | 土曜 23:30 - 日曜 0:00                                    | 独立局    |                                         |
| 栃木県         | とちぎテレビ   | 2016年1月9日 - 3月26日                                     | 土曜 23:30 - 日曜 0:00                                    | 独立局    |                                         |
| 日本全域       | BS11           | 2016年1月9日 - 3月26日                                     | 土曜 23:30 - 日曜 0:00                                    | BS放送    | 『ANIME+』枠                            |
| 近畿広域圏     | 毎日放送       | 2016年1月10日 - 3月27日                                    | 日曜 1:58 - 2:28（土曜深夜）                              | TBS系列   | 『アニメシャワー』第1部                 |
| 中京広域圏     | CBCテレビ      | 2016年1月14日 - 3月31日                                    | 木曜 2:45 - 3:15（水曜深夜）                              | TBS系列   |                                         |
| 日本全域       | アニマックス   | 2016年4月4日 - 6月27日                                     | 月曜 22:00 - 22:30                                        | BS/CS放送 | リピート放送あり                        |
| 配信サイト         | 配信期間                 | 配信時間                   | 備考                                                            |       |       |
| 第1期              | 第1期                    | 第1期                      | 第1期                                                           | 第1期 | 第1期 |
| ------------------ | ------------------------ | -------------------------- | --------------------------------------------------------------- | ----- | ----- |
| バンダイチャンネル | 2010年1月14日 - 7月1日   | 木曜 12:00 更新            | PC向け、放送連動配信 最新話1週間無料                            |       |       |
| ムービーゲート     | 2010年1月14日 - 7月1日   | 木曜 12:00 更新            | 携帯電話向け、放送連動配信 最新話1週間無料                      |       |       |
| PlayStation Store  | 2010年4月7日 - 7月21日   | 水曜 更新                  | PS3・PSP向け、放送連動配信 （有料）[注 8]                       |       |       |
| ShowTime           | 2010年5月2日 - 7月2日    | 金曜 15:00 更新            | PC向け 第1話と最新話は会員無料 バックナンバー有料配信あり[注 9] |       |       |
| 第2期（×2 承）     |                          |                            |                                                                 |       |       |
| dアニメストア      | 2015年1月15日 - 4月2日   | 木曜 12:00 更新            |                                                                 |       |       |
| アニメパス         | 2015年1月15日 - 4月2日   | 木曜 12:00 更新            |                                                                 |       |       |
| ニコニコチャンネル | 2015年1月15日 - 4月2日   | 木曜 12:00 更新            |                                                                 |       |       |
| ニコニコ生放送     | 2015年1月15日 - 4月2日   | 木曜 22:30 - 23:00         |                                                                 |       |       |
| ひかりTV           | 2015年1月22日 - 4月9日   | 木曜 12:00 更新            |                                                                 |       |       |
| GYAO!              | 2015年1月29日 - 4月16日  | 木曜 0:00（水曜深夜） 更新 |                                                                 |       |       |
| バンダイチャンネル | 2015年1月29日 - 4月16日  | 木曜 0:00（水曜深夜） 更新 |                                                                 |       |       |
| PlayStation Store  | 2015年2月4日 - 4月22日   | 水曜 更新                  |                                                                 |       |       |
| 第2期（×2 転）     |                          |                            |                                                                 |       |       |
| dアニメストア      | 2015年7月9日 - 10月1日   | 木曜 12:00 更新            |                                                                 |       |       |
| ニコニコチャンネル | 2015年7月9日 - 10月1日   | 木曜 12:00 更新            |                                                                 |       |       |
| ニコニコ生放送     | 2015年7月9日 - 10月1日   | 木曜 22:30 - 23:00         |                                                                 |       |       |
| auアニメパス       | 2015年7月16日 - 10月8日  | 木曜 12:00 更新            |                                                                 |       |       |
| ひかりTV           | 2015年7月16日 - 10月8日  | 木曜 更新                  |                                                                 |       |       |
| GYAO!              | 2015年7月23日 - 10月15日 | 木曜 0:00（水曜深夜） 更新 |                                                                 |       |       |
| バンダイチャンネル | 2015年7月23日 - 10月15日 | 木曜 0:00（水曜深夜） 更新 |                                                                 |       |       |
| PlayStation Store  | 2015年7月29日 - 10月21日 | 水曜 更新                  |                                                                 |       |       |
| 第2期（×2 結）     |                          |                            |                                                                 |       |       |
| dアニメストア      | 2016年1月14日 - 3月31日  | 木曜 12:00 更新            |                                                                 |       |       |
| ニコニコチャンネル | 2016年1月14日 - 3月31日  | 木曜 12:00 更新            |                                                                 |       |       |
| ニコニコ生放送     | 2016年1月14日 - 3月31日  | 木曜 23:00 - 23:30         |                                                                 |       |       |
第2期『×2 承』放送直前特番
| 放送地域   | 放送局       | 放送期間       | 放送日時                     | 放送系列 | 備考                    |
| ×2 音      | ×2 音        | ×2 音          | ×2 音                        | ×2 音    | ×2 音                   |
| ---------- | ------------ | -------------- | ---------------------------- | -------- | ----------------------- |
| 東京都     | TOKYO MX     | 2014年12月27日 | 土曜 23:30 - 日曜 0:00       | 独立局   |                         |
| 群馬県     | 群馬テレビ   | 2014年12月27日 | 土曜 23:30 - 日曜 0:00       | 独立局   |                         |
| 栃木県     | とちぎテレビ | 2014年12月27日 | 土曜 23:30 - 日曜 0:00       | 独立局   |                         |
| 近畿広域圏 | 毎日放送     | 2014年12月28日 | 日曜 2:58 - 3:28（土曜深夜） | TBS系列  | 『アニメシャワー』第3部 |
| 日本全域   | BS11         | 2015年1月3日   | 土曜 0:30 - 1:00             | BS放送   | 『ANIME+』枠            |
| ×2 談      |              |                |                              |          |                         |
| 近畿広域圏 | 毎日放送     | 2014年12月28日 | 日曜 2:28 - 2:58（土曜深夜） | TBS系列  | 『アニメシャワー』第2部 |
| 東京都     | TOKYO MX     | 2015年1月3日   | 土曜 23:30 - 日曜 0:00       | 独立局   |                         |
| 群馬県     | 群馬テレビ   | 2015年1月3日   | 土曜 23:30 - 日曜 0:00       | 独立局   |                         |
| 栃木県     | とちぎテレビ | 2015年1月3日   | 土曜 23:30 - 日曜 0:00       | 独立局   |                         |
| 日本全域   | BS11         | 2015年1月3日   | 土曜 23:30 - 日曜 0:00       | BS放送   | 『ANIME+』枠            |
| 中京広域圏 | CBCテレビ    | 2015年1月8日   | 木曜 2:43 - 3:13（水曜深夜） | TBS系列  |                         |

## BD / DVD
| 巻  | 発売日         | 収録話            | 規格品番         | 規格品番          | 規格品番 |
| 巻  | 発売日         | 収録話            | BD 通常版&限定版 | DVD 通常版&限定版 |          |
| --- | -------------- | ----------------- | ---------------- | ----------------- | -------- |
| 1   | 2010年2月24日  | 第1話 - 第2話     | -                | ANZB-9521/2       |          |
| 2   | 2010年3月24日  | 第3話 - 第4話     | -                | ANZB-9523/4       |          |
| 3   | 2010年4月21日  | 第5話 - 第6話     | -                | ANZB-9525/6       |          |
| 4   | 2010年5月26日  | 第7話 - 第8話     | -                | ANZB-9527/8       |          |
| 5   | 2010年6月23日  | 第9話 - 第10話    | -                | ANZB-9529/30      |          |
| 6   | 2010年7月21日  | 第11話 - 第12話   | -                | ANZB-9531/2       |          |
| 7   | 2010年8月25日  | 第12.5話 - 第13話 | -                | ANZB-9533/4       |          |
| 8   | 2010年9月22日  | 第14話 - 第15話   | -                | ANZB-9535/6       |          |
| 9   | 2010年10月27日 | 第16話 - 第17話   | -                | ANZB-9537/8       |          |
| 10  | 2010年11月24日 | 第18話 - 第19話   | -                | ANZB-9539/40      |          |
| 11  | 2010年12月22日 | 第20話 - 第21話   | -                | ANZB-9541/2       |          |
| 12  | 2011年1月26日  | 第22話 - 第23話   | -                | ANZB-9543/4       |          |
| 13  | 2011年2月23日  | 第24話 - 第25話   | -                | ANZB-9545/6       |          |
| BOX | 2012年5月23日  | 全26話            | ANZX-9831〜9     |                   |          |

| 巻 | 発売日        | 収録話                  | 規格品番         | 規格品番          | 規格品番 |
| 巻 | 発売日        | 収録話                  | BD 通常版&限定版 | DVD 通常版&限定版 |          |
| -- | ------------- | ----------------------- | ---------------- | ----------------- | -------- |
| 1  | 2015年2月25日 | 第1話 - 第2話           | ANZX-11801/2     | ANZB-11801/2      |          |
| 2  | 2015年3月25日 | 第3話 - 第4話           | ANZX-11803/4     | ANZB-11803/4      |          |
| 3  | 2015年4月22日 | 第5話 - 第6話           | ANZX-11805/6     | ANZB-11805/6      |          |
| 4  | 2015年5月27日 | 第7話 - 第8話           | ANZX-11807/8     | ANZB-11807/8      |          |
| 5  | 2015年6月24日 | 第9話 - 第10話          | ANZX-11809/10    | ANZB-11809/10     |          |
| 6  | 2015年7月22日 | 第11話 - 第12話 第4.5話 | ANZX-11811/2     | ANZB-11811/2      |          |

| 巻 | 発売日         | 収録話                   | 規格品番         | 規格品番          | 規格品番 |
| 巻 | 発売日         | 収録話                   | BD 通常版&限定版 | DVD 通常版&限定版 |          |
| -- | -------------- | ------------------------ | ---------------- | ----------------- | -------- |
| 1  | 2015年8月26日  | 第13話 - 第14話          | ANZX-11813/4     | ANZB-11813/4      |          |
| 2  | 2015年9月30日  | 第15話 - 第16話          | ANZX-11815/6     | ANZB-11815/6      |          |
| 3  | 2015年10月28日 | 第17話 - 第18話          | ANZX-11817/8     | ANZB-11817/8      |          |
| 4  | 2015年11月25日 | 第19話 - 第20話          | ANZX-11819/20    | ANZB-11819/20     |          |
| 5  | 2015年12月23日 | 第21話 - 第22話          | ANZX-11821/2     | ANZB-11821/2      |          |
| 6  | 2016年1月27日  | 第23話 - 第24話 第13.5話 | ANZX-11823/4     | ANZB-11823/4      |          |

| 巻 | 発売日        | 収録話                   | 規格品番         | 規格品番          | 規格品番 |
| 巻 | 発売日        | 収録話                   | BD 通常版&限定版 | DVD 通常版&限定版 |          |
| -- | ------------- | ------------------------ | ---------------- | ----------------- | -------- |
| 1  | 2016年2月24日 | 第25話 - 第26話          | ANZX-11825/6     | ANZB-11825/6      |          |
| 2  | 2016年3月23日 | 第27話 - 第28話          | ANZX-11827/8     | ANZB-11827/8      |          |
| 3  | 2016年4月27日 | 第29話 - 第30話          | ANZX-11829/30    | ANZB-11829/30     |          |
| 4  | 2016年5月25日 | 第31話 - 第32話          | ANZX-11831/2     | ANZB-11831/2      |          |
| 5  | 2016年6月22日 | 第33話 - 第34話          | ANZX-11833/4     | ANZB-11833/4      |          |
| 6  | 2016年7月27日 | 第35話 - 第36話 第19.5話 | ANZX-11835/6     | ANZB-11835/6      |          |

## Webラジオ
アニメイトTVにおいて、Webラジオ『デュラララ!!ラジオ 略して デュララジ!!』が2010年2月26日から2011年3月25日まで隔週金曜日に配信されていた。竜ヶ峰帝人役の豊永利行（ハンドルネーム：トシくん、お兄ちゃん〈×2 #16のみ〉）と園原杏里役の花澤香菜（ハンドルネーム：ハナちゃん、カーニャ〈#21、#22のみ〉、いもうと〈×2 #16のみ〉）がパーソナリティを務めた。
TVアニメ2期にあたり、『デュラララ!!ラジオ 略して デュララジ!!×2』として2014年9月19日から2016年4月9日まで公式サイト内にて配信された。パーソナリティは変更無し。
ゲスト（第1期）
- 宮野真守（ハンドルネーム：ミヤノさん）（第5回放送）
- 梶裕貴（ハンドルネーム：砂漠チャン）（第7回放送）
- ON/OFF（ハンドルネーム：坂本和弥/カズくん、坂本直弥/ナオくん）（第8回放送）
- 高垣彩陽（ハンドルネーム：BE TOGETHER）（第10回放送）
- 福山潤（ハンドルネーム：マシンガン・ジュンジュン）（第16回放送）
- 沢城みゆき（豊永利行欠席のため、スペシャルパーソナリティ扱い）（第21回、第22回放送）

ゲスト（第2期）
- 高垣彩陽（花澤香菜欠席のため、スペシャルパーソナリティ扱い）（第2回放送）
- 久野美咲（ハンドルネーム：みさきち）（第8回放送）
- 藤田咲（ハンドルネーム：日本刀たん）（スペシャルプログラム、第10回放送）
- 黒田崇矢（ハンドルネーム：エンジェルさん）（第11回放送）
- 沢城みゆき（第12回放送）
- 小野大輔（第14回放送）
- M・A・O（ハンドルネーム：お姉ちゃん）（第14回放送、第19回放送）
- 宮野真守（第17回放送）
- 金元寿子（第19回放送）
- 喜多村英梨（第19回放送）
- 福山潤（第24回放送）
- 下野紘・小野友樹(第26回放送)

DJCD版ゲスト（第1期）
- 宮野真守（ハンドルネーム：ミヤノさん）（DJCD・第1巻）
- 沢城みゆき（ハンドルネーム：シロロン）（DJCD・第2巻）
- 神谷浩史（ハンドルネーム：ヒロちゃん）（DJCD・第3巻）
- 小野大輔（ハンドルネーム：お兄ちゃん）（DJCD・第4巻）

DJCD版ゲスト（第2期）
- 小野友樹（ハンドルネーム：（メガネ）ピンクパーマン）（DJCD・アニ店特急2014冬デュラララ!!×2出張版〈全国版〉）
- 関智一（ハンドルネーム：アニメ店長）（ボイスゲスト）（DJCD・アニ店特急2014冬デュラララ!!×2出張版〈全国版〉）
- 小野大輔（DJCD・第1巻）
- 黒田崇矢（DJCD・第1巻）
- 神谷浩史（DJCD・「デュラララ!!×２ 承」DVD・BD全巻購入特典CD）
- 金元寿子（ハンドルネーム：ひーちゃん）（DJCD・「デュラララ!!×２ 承」DVD・BD全巻購入特典CD）
- 喜多村英梨（ハンドルネーム：キタさん）（DJCD・「デュラララ!!×２ 承」DVD・BD全巻購入特典CD）
- 下野紘（ハンドルネーム：下の方）（DJCD・第2巻）
- 山口勝平（ハンドルネーム：山さん）（DJCD・第2巻）

## CD
キャラクターソングコレクション
デュラララッピング!!-デュラララ!!キャラクターソングコレクション-
『デュラララ!!』第1期DVDシリーズの特典キャラクターソングを収録。キャラクターソング自体は昭和・平成時代のヒット曲を厳選したカヴァーシングルである。
1. 「リンダリンダ」
歌 - 紀田正臣（宮野真守） / オリジナル：THE BLUE HEARTS
2. 「津軽海峡・冬景色」
歌 - 平和島静雄（小野大輔） / オリジナル：石川さゆり
3. 「学園天国」
歌 - 竜ヶ峰帝人（豊永利行） / オリジナル：フィンガー5
4. 「ツッパリHigh School Rock'n Roll（登校編）」
歌 - 門田京平（中村悠一） / オリジナル：横浜銀蠅
5. 「時をかける少女」
歌 - 園原杏里（花澤香菜） / オリジナル：松任谷由実
6. 「DIAMONDS〈ダイアモンド〉」
歌 - 岸谷新羅（福山潤） / オリジナル：プリンセス プリンセス
7. 「すばらしい日々」
歌 - 折原臨也（神谷浩史） / オリジナル：UNICORN
8. 「ルージュの伝言」
歌 - セルティ・ストゥルルソン（沢城みゆき） / オリジナル：荒井由実
9. 「rain tears」
作詞 - uran-chan / 作曲・編曲 - 吉森信 / 歌 - 聖辺ルリ（藤田咲）

DJCD
Webラジオ「デュラララ・ラジオ、略してデュララジ!!」から未放送分までの収録をしているDJCD
- 「アニ店特急ラジオ」×「デュラララ！！」デュララジ出張版
- TVアニメ「デュラララ!!」DJCD『デュララジ掲示板 観察日記』
- TVアニメ「デュラララ!!」DJCD『デュララジ掲示板 観察日記』2枚目
- TVアニメ「デュラララ!!」DJCD『デュララジ掲示板 観察日記』3枚目
- TVアニメ「デュラララ!!」DJCD『デュララジ掲示板 観察日記』4枚目
- TVアニメ「デュラララ!!」DJCD『デュララジ掲示板 観察日記』再うp
- TVアニメ「デュラララ!!」DJCD『デュララジ掲示板 観察日記』再うp2枚目
- TVアニメ「デュラララ!!」DJCD『デュララジ掲示板 観察日記』再うp3枚目+
- 「デュラララ!!×2」×「アニ店特急2014冬」デュラララ!!×2出張版DJCD（全国版）
- TVアニメ「デュラララ!!×2 承」DJCD デュララジ!!×2 掲示板 交換日記 1枚目
- TVアニメ「デュラララ!!×2 承」DJCD デュララジ!!×2 掲示板 デュララライブラリー 1枚目
- TVアニメ「デュラララ!!×2 承」DJCD デュララジ!!×2 掲示板 交換日記 2枚目
- TVアニメ「デュラララ!!×2 承」DJCD デュララジ!!×2 掲示板 デュララライブラリー 2枚目

リミックスアルバム
デュラララ!!OST ベストヒット池袋 サイケデリミックス
アニメ第1期のサウンドを元にしたリミックスアルバム。

ベスト・アルバム
デュラララッピング!! -「デュラララ!!」BEST-
「デュラララ!!」「デュラララ!!×2」歴代OP＆EDテーマのコンピレーションアルバム。ノンテロップOP&EDを収録したDVDとセット。

## イベント
デュラララ!! アニメ化 de デュララランデブー in 幕張（2009年10月3日開催、幕張メッセ9ホール）
「電撃キャラクターフェスティバル2009」のメインステージで行われたステージイベント。アニメ1期DVD第1巻の特典映像として収録されている。
デュラララ!! DVD発売 de デュラララプソディ in 光が丘（2010年5月16日開催、光が丘IMAホール）
デュラララ!! DVDvol.01、vol.02購入者限定イベント。昼夜の2回公演。アニメ1期DVD第13巻の特典映像として収録されている。
デュララライジングサン in シネマサンシャイン池袋（2015年1月3日開催、シネマサンシャイン池袋）
「デュラララ!!×2 承」第1話・第2話の先行上映イベント。
デュラララ!!×2 承 クライマックス直前イベント デュラララ!!×AnimeJapan 2015（2015年3月21日開催、東京ビッグサイト東展示棟第4ホール）
「AnimeJapan2015」1日目のREDステージで行われたステージイベント。
デュラララ!!STREEEEET!! Territory of Exhibition（東京会場2015年5月2日 - 5月6日開催、池袋サンシャインシティワールドインポートマート4F展示ホールA/大阪会場、2015年5月15日 - 5月17日・5月22日 - 5月24日開催、ATC特設会場/新潟会場、2016年1月16日 - 2月21日開催、新潟市マンガ・アニメ情報館）
来良学園の新入生となって、帝人たちと共に池袋で起こった事件の数々を追体験するというコンセプトのイベント。
デュラララジカル in 乃木坂（2015年5月11日開催、乃木坂スクエア）
BDおよびDVDの「デュラララ!!×2 承」第2巻の購入者限定イベント。
デュラララ!!×2 承 スペシャルイベント デュラララウンジ!! In パシフィコ横浜（2015年11月1日開催、パシフィコ横浜国立大ホール）
BDおよびDVDの「デュラララ!!×2 承」第1巻と第2巻完全生産限定版の購入者に先行販売されたイベント。一般販売も行われた。昼夜の2回公演。イベントの模様はBD化およびDVD化され2016年3月23日アニプレックスにより販売。
デュラララ!!×2 結 スペシャルイベント デュラララッシュ!!（2016年6月18日開催、市川市文化会館）
BDおよびDVDの「デュラララ!!×２ 結」第1巻または第2巻の完全生産限定版の購入者に先行販売されたイベント。一般販売も行われた。昼夜の2回公演。
『デュラララ!!』TVアニメ15周年＆文庫20周年企画「デュラララ!!×2 池袋狂想曲」
- 第1弾 アニメイト池袋本店コラボ企画 ONLY SHOP（2025年1月11日 - 2月2日開催、アニメイト池袋本店 7階 animate ONLY SHOP SOUTH）
- 第2弾 デジタルスタンプラリー（2025年2月1日 - 3月31日開催、豊島区）
- 第3弾 国際興業バス コラボラッピングバス（2025年2月1日 - 3月31日運行、サンシャインシティ南 - 江古田二又区間）